# Großwilfersdorf
Großwilfersdorf è un comune austriaco di 2 031 abitanti nel distretto di Hartberg-Fürstenfeld, in Stiria. Il 1º gennaio 2015 ha inglobato il comune soppresso di Hainersdorf.